# Celestyn Lachowski
Celestyn Lachowski (ur. 23 stycznia 1865 w Drohobyczu, zm. ?) – polski nauczyciel.

## Życiorys
Urodził się 23 stycznia 1865 w Drohobyczu. Był wyznania rzymskokatolickiego.
14 stycznia 1888 został mianowany zastępcą nauczyciela w C. K. Gimnazjum w Złoczowie. Pracę w szkolnictwie podjął 6 lutego 1888. W powyższej szkole uczył języka łacińskiego, języka polskiego. W drugim półroczu roku szkolnego 1891/1892 otrzymał urlop. 29 listopada 1892 złożył egzamin nauczycielski i od tego czasu liczyła się jego służba. 1 września 1893 mianowany nauczycielem rzeczywistym w C. K. Gimnazjum w Jaśle. Tam uczył języka łacińskiego, języka greckiego, języka polskiego, a także gimnastyki oraz był zawiadowcą biblioteki uczniów. 24 czerwca 1898 został mianowany c. k. profesorem w C. K. Gimnazjum im. Franciszka Józefa we Lwowie. Uczył tam języka łacińskiego, języka greckiego. 29 sierpnia 1901 został przeniesiony do filii C. K. V Gimnazjum we Lwowie, od 1902 działającej jako samodzielne C. K. VI Gimnazjum we Lwowie. Uczył tam języka łacińskiego, języka greckiego, kaligrafii.
Reskryptem C. K. Ministra Wyznań i Oświecenia z 29 sierpnia 1906 został mianowany kierownikiem oddziałów równorzędnych C. K. I Gimnazjum w Stanisławowie, a postanowieniem cesarza Franciszka Józefa z 25 września 1907 mianowany dyrektorem tego zakładu tj. C. K. II Gimnazjum w Stanisławowie. Początkowo uczył w szkole języka greckiego. W kolejnych latach sprawował wyłącznie stanowisko dyrektora, w tym podczas I wojny światowej
. Dyrektorem II Gimnazjum w Stanisławowie był też po odzyskaniu przez Polskę niepodległości u zarania II Rzeczypospolitej, po czym 27 października 1920 został mianowany kierownikiem II Państwowego Gimnazjum we Lwowie (na czas urlopu dyrektora dr. Ferdynanda Bostela) i pozostawał na stanowisku w kolejnych latach. Od połowy lat 20. był dyrektorem VIII Gimnazjum im. Króla Kazimierza Wielkiego we Lwowie. Pod koniec lat 30. był emerytowanym dyrektorem gimnazjum, zamieszkującym we Lwowie.
W 1903 został członkiem Komisji urządzającej Polskie Muzeum Szkolne we Lwowie. Podczas pracy w Stanisławowie był członkiem zarządu Towarzystwa „Prywatne Gimnazjum Żeńskie w Stanisławowie” oraz członkiem zarządu tamtejszego koła Towarzystwa Nauczycieli Szkół Wyższych. W latach 20. był członkiem komisji rewizyjnej zarządu Okręgu Lwowskiego Towarzystwa Nauczycieli Szkół Średnich i Wyższych.
Był żonaty z Klementyną z domu Łodzia-Moszyńskich, z którą miał synów Jerzego Celestyna (ur. 1889, doktor praw, radca Prokuratorii Generalnej we Lwowie) i Mariana Jeremiego Klemensa (ur. 1897, naczelny inżynier Huty „Bankowa”) – obaj absolwenci C. K. II Gimnazjum w Stanisławowie, którzy jako oficerowie rezerwy Wojska Polskiego podczas II wojny światowej zostali zamordowani przez sowietów w Charkowie w ramach zbrodni katyńskiej. Inny Celestyn Lachowski (ur. 1889) także był nauczycielem, w latach 20. pracował w szkole Uhercach Niezabitowskich, a w 1936 został mianowany kierownikiem 4-klasowej szkoły im. marszałka Józefa Piłsudskiego w Gródku Jagiellońskim.

## Odznaczenia
austro-węgierskie
- Medal Jubileuszowy Pamiątkowy dla Cywilnych Funkcjonariuszów Państwowych (przed 1918)[35]
- Krzyż Jubileuszowy dla Cywilnych Funkcjonariuszów Państwowych (przed 1918)[35]